# Élections législatives égyptiennes de 2015
Les élections législatives égyptiennes de 2015 ont pour but de former la première législature de la Chambre des représentants et, ainsi, de remplacer l'Assemblée du peuple d'Égypte issue des élections de 2011-2012. Initialement prévu en 2012, le scrutin est reporté à plusieurs reprises à la suite de l'invalidation de plusieurs moutures de la loi électorale et du coup d'État du 3 juillet 2013. Dominée par les islamistes du Parti de la liberté et de la justice (Frères musulmans) et du Parti de la lumière (salafistes), cette précédente assemblée avait été dissoute par la Cour constitutionnelle suprême dès le 14 juin 2012 pour inconstitutionnalité de la loi électorale.
Ces élections se déroulent entre le 17 octobre et le 2 décembre 2015.
Le scrutin est boycotté par certains partis politiques, principalement l'Alliance nationale pour le soutien la légitimité (en), qui se compose principalement des Frères musulmans et de plusieurs autres partis de la droite islamo-conservatrice, tous opposés au coup d'État de 2013.
La participation est finalement de 28,3 %.

## Modalités

### Loi électorale
Avant l'amendement de la loi électorale, il était prévu que parmi les 567 députés, 420 seraient élus au scrutin uninominal et 120 autres au scrutin de liste et 27 (soit 5 %) seront directement nommés par le nouveau président al-Sissi. Pour être valables, les listes devront comporter un certain nombre de femmes, des membres de la minorité copte ou encore de représentants des couches populaires.
Après l'amendement de la loi électorale, il est désormais prévu que le Parlement soit composé de 596 députés, 448 (soit 78,87 %) seraient élus au scrutin uninominal et les 120 (soit 21,13 %) autres au scrutin de liste. 28 députés seront nommés par le président à l'issue des législatives. Par ailleurs, le scrutin se déroulera dans les vingt-sept gouvernorats ainsi que dans les ambassades d'Égypte pour les citoyens résidant à l'étranger. Ainsi, le scrutin se déroulera en deux étapes, à deux tours chacune. La première étape concernera les quatorze premiers gouvernorats, tandis que la deuxième concernera les treize restants. Il est à noter que le deuxième tour de la première étape sera suivi du premier tour de la deuxième étape.

### Déroulement
La première étape se déroulera dans les gouvernorats de Gizeh, Fayoum, Beni Souef, Minya, Assiout, Nouvelle-Vallée, Sohag, Qena, Louxor, Assouan, Mer-Rouge, Alexandrie, Beheira et Marsa-Matruh. La deuxième étape se déroulera dans les gouvernorats du Caire, Qalyubiya, Dakhleya, Menufeya, Gharbeya, Kafr el-Cheik, Ach-Charqiya, Damiette, Port-Saïd, Ismaïlia, Suez, Sinaï Nord et Sinaï Sud.
Le dépôt des candidatures débute le 1er septembre 2015 et se termine le 12 septembre.
La campagne électorale a eu lieu du 27 septembre au 14 octobre 2015.
La part prépondérante du scrutin uninominal a été critiquée par les partis émergents, qui le jugent inéquitable et favorable au pouvoir en place car se prêtant facilement à des pratiques clientélistes.

### Dates du scrutin
Le 14 juin 2012, pour des raisons d'inconstitutionnalité de la loi électorale, la 
Cour constitutionnelle suprême dissout la dernière législature de l'Assemblée du peuple d'Égypte. Le 8 juillet 2012, nouveau président, Mohamed Morsi, annule cette dissolution, tout en confirmant que de nouvelles élections se tiendront sous 60 jours,. Sa décision est annulée par Haute Cour constitutionnelle deux jours plus tard. 
Mohamed Morsi fixe alors les élections législatives, servant à former la première législature de la Chambre des représentants, nouvelle chambre parlementaire remplaçant l'Assemblée du peuple créé par la Constitution de 2012, à partir du 22 avril 2013 et se quatre étapes pour une durée de deux mois. Le 6 mars 2013, ces élections sont annulées par la justice, à cause d'une nouvelle invalidation de la loi électorale. Morsi les reporte alors pour octobre 2013.
Après le coup d’État de 2013, ces élections sont annoncées par les nouvelles autorités pour le second trimestre de l'année 2014 (après l'élection présidentielle de mai 2014), les procédures devant débuter dès avant le 18 juillet, conformément au délai fixé par la nouvelle Constitution. Elles sont finalement annoncées du 21 mars au 7 mai 2015,. Pourtant, le 1er mars 2015, la 
Cour constitutionnelle suprême invalide la loi électorale régissant cette élection, ce qui provoque le report de ces élections deux jours plus tard.
En mars 2015, le Premier ministre Ibrahim Mahlab annonce que les élections se dérouleraient entre mai et juin 2015. Cependant en juin 2015, le ministre des Relations avec le Parlement annonce quant à lui la date de septembre 2015.
Le 3 août 2015, le président égyptien Abdel Fattah al-Sissi amende la loi électorale précédemment censurée par la Haute cour constitutionnelle. Par conséquent, les élections sont reportées[réf. souhaitée].
Le 30 août 2015, elles sont de nouveau fixées par le président de la Commission électorale, Ayman Abbas. Ainsi, les élections se dérouleront en deux étapes. Les expatriés pourront voter le 17 octobre 2015, tandis que la première étape se déroulera entre les 18 et 19 octobre 2015 pour le premier tour, puis du 26 au 28 octobre 2015 pour le second tour. Le premier tour de la deuxième étape, qui se déroulera du 21 au 23 novembre 2015, sera suivi d'un second tour entre le 30 novembre et le 2 décembre 2015.

### Système électoral
La Chambre des représentants est le parlement monocaméral égyptien. Elle est composée de 596 députés renouvelés tous les cinq ans, dont 448 au scrutin uninominal majoritaire à deux tours dans autant de circonscription électorale auxquels se rajoutent 120 autres élus au scrutin de liste majoritaire avec listes fermées dans quatre circonscriptions dont deux de 35 sièges et deux autres de 15, basées sur les limites des 27 gouvernorats du pays. Enfin, 28 députés sont nommés par le président de la République.

## Contexte d'organisation et enjeux du scrutin
Selon plusieurs analystes, cités par le journal Le Monde le scrutin serait symbolique et son résultat ne ferait aucun doute. Selon eux, le but de ces élections serait de rassurer les alliés occidentaux. Le nouveau Parlement serait donc selon eux un « Parlement croupion ». 
Selon Hazem Hosni, professeur de sciences politiques égyptien, la nouvelle législature ne serait pas « un Parlement représentant le peuple, mais un Parlement représentant le président ». 
Pour sa part, Mathieu Guidère, professeur en géopolitique, considère que « ces élections visent à calmer une partie de l'opinion publique nationale et internationale qui soutient la lutte de Sissi contre le terrorisme mais qui n'accepte pas la dérive autoritaire » et que « le nouveau parlement permettra juste la mise en place d'une démocratie de façade, mais il n'aura pas de réels pouvoirs en raison des enjeux sécuritaires du pays ».
Enfin, Karim Bitar, directeur de recherche à l'IRIS juge estime que « les libéraux et les progressistes restent divisés et manquent de leadership ».

## Forces en présence
Les partis en lice sont l'Alliance républicaine des forces sociales, l'Appel de l’Égypte, le Bloc du réveil national indépendant, les Cavaliers de l’Égypte, la Liste de l’Égypte, le Parti de la lumière et Pour l'amour de l'Égypte.

### Droite
Afin de donner une majorité parlementaire au président al-Sissi, la coalition électorale de la Délégation égyptienne (Wafd) est formée à partir du mois de juin. Initiée par le journaliste nassériste Mohamed Hassanein Heikal et négociée sous la direction de l'ancien ministre Amr Moussa et de l'ex-chef des renseignements Mourad Mouafi, cette alliance de formations libérales et laïques pro-Sissi fédère le parti Néo-Wafd, le Parti social-démocrate et le parti de la Conférence (Al-Moatamar) fondé par Moussa.
Également approché par Moussa et Mouafi (contrairement au Mouvement national d'Ahmed Chafik, Al-Haraka Al-Wataniya), le Parti des Égyptiens libres a décidé de ne pas prendre part à cette coalition, d'ailleurs concurrencée par une autre alliance pro-Sissi, le Courant indépendant, créée autour du Parti nassériste arabe démocratique.
Malgré la ressemblance du nouveau régime, autoritaire et prétorien, avec l'ancien régime déchu en 2011, le Parti national démocratique (PND), au pouvoir sous Sadate et Moubarak, sera absent du scrutin. En effet, le 8 mai, une décision du tribunal des référés du Caire a interdit aux hauts responsables du PND, dissout en 2011 par la Haute cour administrative, de se présenter aux élections, ce qui n'empêche pas les opposants à al-Sissi de dénoncer un éventuel retour des dignitaires de l'ancien régime (les felouls).

### Gauche
Au même moment, une autre coalition se crée, à gauche, autour du Courant populaire fondé par Hamdine Sabahi, candidat malheureux à l'élection présidentielle. Baptisée « Coalition pour la justice sociale et la démocratie » ou Courant démocratique, elle comprend notamment le Parti de la Constitution (Al-Dostour) de Mohamed el-Baradei (également approché par Moussa afin d'intégrer la coalition présidentielle), l'Alliance populaire socialiste, le Parti de la justice (Al-Adl), le parti de l’Égypte libre (Misr Al-Horriya) d'Amr Hamzaoui (en) (militant des droits de l'homme) et le Parti de la Dignité (Al-Karama).
Le mouvement Tamarod (« rébellion »), qui a été à l'origine des manifestations anti-Morsi en 2013, a également annoncé, dès le mois d'octobre 2013, sa volonté de participer au scrutin, avec pour objectif « un parlement représentatif de la Révolution, contrairement à celui de 2012 ».

### Islamistes
Spoliés de leurs victoires électorales de 2012 et durement réprimés à la suite du coup d’État de 2013, les partisans des islamistes pourraient boycotter massivement les élections, comme ils l'ont fait lors de la présidentielle du mois de mai, pour laquelle le taux d'abstention aurait été de 54,5 % selon les autorités, mais de 65 % selon Sabahi.
Si les salafistes pro-Sissi du Parti de la lumière (Al-Nour) ont annoncé leur intention de prendre part au scrutin, cela devrait en revanche être impossible aux Frères musulmans du Parti de la liberté et de la justice (PLJ), car une décision du tribunal des référés d'Alexandrie a interdit aux membres de leur confrérie (désormais qualifiée d'organisation terroriste) de se présenter aux élections.

## Résultats
Lors du premier tour de la première étape, le taux de participation a été de 26,5 %.

## Boycotts
- Alliance nationale pour le soutien de la légitimité ;
- Frères musulmans (Parti de la liberté et de la justice) ;
- Parti du pain et de la liberté (en) ;
- Parti de la Construction et du Développement ;
- Courant démocratique civil ;
- Parti Liberté pour l'Égypte
- Parti de la Patrie ;
- Parti de conciliation nationale
- Réveil de l'Égypte ;
- Socialistes révolutionnaires ;
- Coalition Justice sociale ;
- Parti de l'Égypte Forte ;
- Al Wasat ;
- Ghad al-Thawra.